# Bäckarydsgölen
Bäckarydsgölen är en sjö i Värnamo kommun i Småland och ingår i Lagans huvudavrinningsområde. Sjön har en area på 0,052 kvadratkilometer och ligger 182 meter över havet.

## Delavrinningsområde
Bäckarydsgölen ingår i det delavrinningsområde (635175-140709) som SMHI kallar för Ovan Skärsjöbäcken. Avrinningsområdets medelhöjd är 182 meter över havet och ytan är 33,83 kvadratkilometer. Det finns inga delavrinningsområden uppströms utan avrinningsområdet är högsta punkten. Ruskån som avvattnar avrinningsområdet har biflödesordning 2, vilket innebär att vattnet flödar genom totalt 2 vattendrag innan det når havet efter 195 kilometer. Delavrinningsområdet består mestadels av skog (41 procent) och sankmarker (46 procent). Avrinningsområdet har 0,27 kvadratkilometer vattenytor vilket ger det en sjöprocent på 0,8 procent.